# Botiga Teules Tuyarro
La Botiga Teules Tuyarro és una obra de Santa Coloma de Farners (Selva) inclosa a l'Inventari del Patrimoni Arquitectònic de Catalunya.

## Descripció
Edificació típica de l'època, que segueix els criteris de composició generals, cal remarcar els guardapols que emmarquen les obertures de la façana i els elements de decoració modernista com són el cartell de ferro forjat de "Teules Tuyarro" i les vidrieres de l'aparador, també el cartell de la botiga.

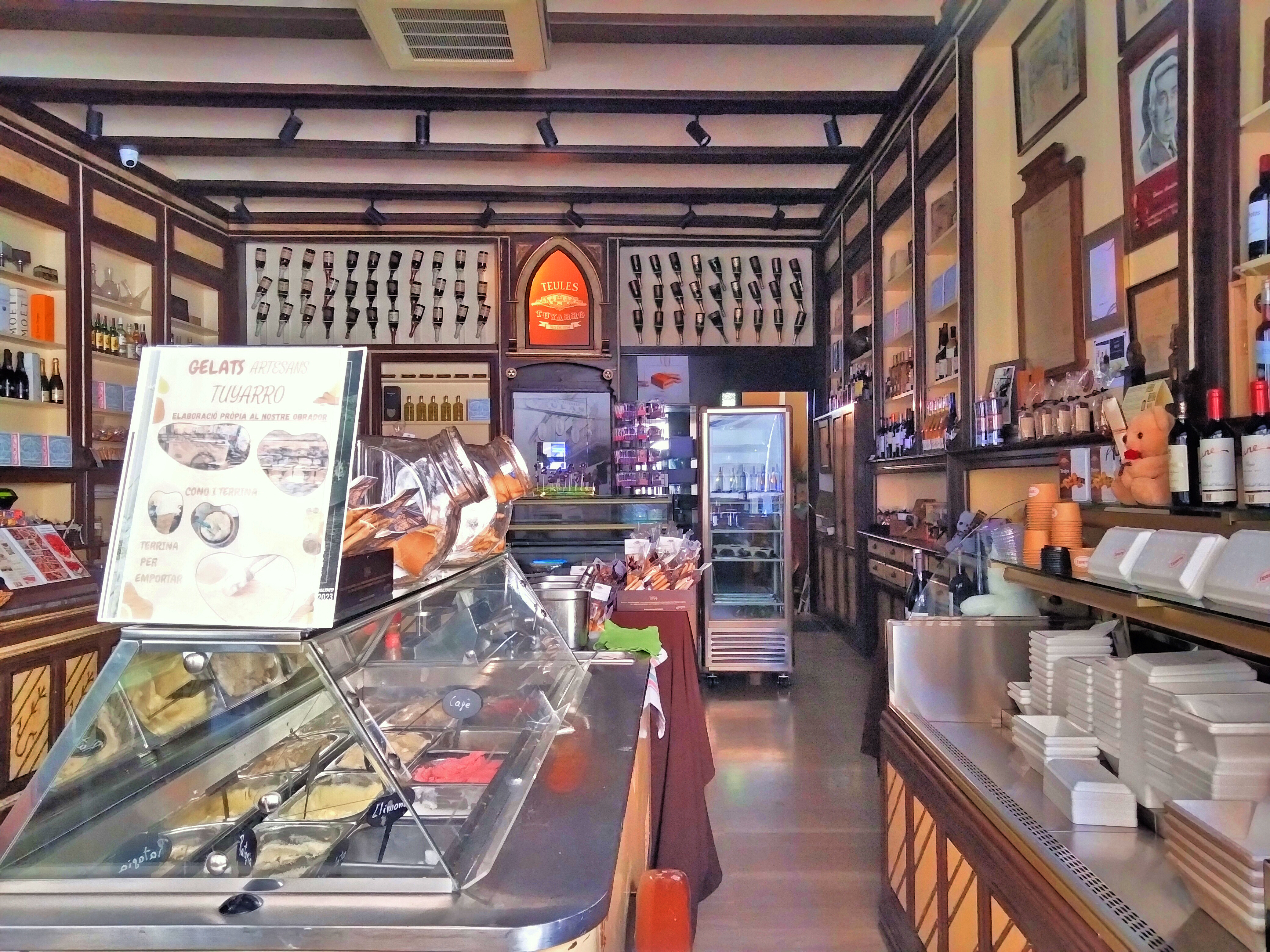
Interior

L'interior de la botiga es manté amb les estantaries i calaixos de fusta originals que es disposen en les parets laterals. Al fons, a la paret central, emmarcada en una mena de fornícula hi ha una Immaculada concepció. A la part de darrere de la botiga hi ha l'obrador, avui actualitzat i reformat però conserva les característiques de l'època. A la botiga hi ha la un dibuix antic que el reprodueix. També es conserva la caixa enregistradora de l'època i fotografies, cartells i diplomes. Els taulells i les naveres són nous però mantenen l'estil modernista, folrats de fusta.

## Història
L'antic carrer Vall és ara el Pare Rodés